# ご当地Vtuber
ご当地VTuber（ごとうちブイチューバー）は、日本国内の特定の地域に拠点を置き、その地域の文化、観光、特産品などの魅力を発信することを主な目的として活動するバーチャルYouTuber（VTuber）の一種である。「地域振興系VTuber」とも呼ばれる。地方創生や地域活性化への貢献が期待されており、地方公共団体（自治体）や地元企業、メディアなどとの連携も活発に行われている。
従来のご当地キャラクター（ゆるキャラ）と比較して、VTuberはYouTubeやX (旧Twitter)などのSNSを通じてリアルタイムでの双方向コミュニケーションが可能であり、特に若年層への訴求力が高いという特徴を持つ。

## 歴史・起源
バーチャルYouTuber自体は、2016年末に活動を開始したキズナアイを契機として2017年頃から急速に広まり、2018年にはネット流行語大賞で「VTuber」が金賞を受賞するほどのブームとなった。
この流れの中で、地域に特化した活動を行うVTuberも登場し始めた。2018年頃から各地で「地元を盛り上げるVTuber」が現れ、「ご当地VTuber」というカテゴリーが形成され始めた。
「ご当地VTuber」の起源については、いくつかの初期事例が挙げられる。
- 七海波音（静岡県静岡市清水区）は、2017年10月2日にキャラクターとしての活動を開始し、「ご当地VTuber」という呼称を最初に使い始めたとされる[7][要出典]。ただし、VTuberとしてのYouTube活動開始は2018年11月である[8][要出典]。
- 茨ひより（茨城県）は、2018年8月3日に日本初の自治体公認VTuberとして発表された[9]。茨ひよりは県のインターネット動画サイト「いばキラTV」のアナウンサーとして活動を開始し、自治体によるVTuber活用の先駆けとなった[9]。
- 春日部つくし（埼玉県）は2018年2月26日に「バーチャル埼玉県民」としてデビューした個人勢VTuberである[要出典]。後に2021年に埼玉県から「埼玉バーチャル観光大使」に任命された[10]。
- 大蔦エル（愛知県）は中京テレビ所属のVTuberアナウンサーとして2018年9月30日に本格活動を開始した[要出典]。
- 舞鶴よかと（福岡県）は2018年7月にチャンネルを開設し、博多弁を話すご当地VTuberとして活動を開始した[要出典]。

2019年には、大蔦エル、舞鶴よかと、根間うい（沖縄県）、せんのいのり（福島県）の4名がご当地VTuberユニット「日本烈島（にっぽんれっとう）」を結成し、地域を超えた連携の動きも見られた。
2020年代に入ると、自治体が公募で観光大使を選出したり（埼玉県の春日部つくし、高知県四万十市の花琴いぐさなど）、既存の個人・企業VTuberを公認したりする（静岡県沼津市の西浦めめ、北海道釧路市の鬼霧シアンなど）事例が全国的に増加した。また、新聞社（下野新聞社、静岡新聞社・静岡放送、山形新聞社など）や民間団体がVTuberを起用する動きも活発化している。

## 活動形態と特徴
ご当地VTuberの活動は、運営主体、活動範囲、公式性の有無などによって多様な形態をとる。

### 運営主体
ご当地VTuberの運営主体は、大きく以下の3つに分類される。
- 個人運営（個人勢）：個人の熱意や地元愛に基づき活動するVTuber。資金や技術的な制約がある場合が多いが、自由度の高い活動が可能。沢ところ（埼玉県所沢市）[1]などが該当する。
- 企業運営（企業勢）：民間企業が運営するVTuber。テレビ局（中京テレビの大蔦エル[要出典]）や地域企業（あしびかんぱにーの根間うい[17]）、VTuberプロダクションなどが運営する。比較的安定した運営基盤を持つことが多い。
- 自治体・公的機関運営：地方公共団体や観光協会などが直接運営、または委託して運営するVTuber。茨ひより（茨城県）[9]や岩手さちこ（岩手県）[要出典]などが該当する。広報活動としての性格が強い。

### 活動内容
ご当地VTuberの活動内容は多岐にわたるが、主に以下のようなものが挙げられる。
- 地域情報のPR：観光地、グルメ、イベント、文化、歴史などの紹介[2]。方言を用いたり、地元の「あるあるネタ」を取り上げたりすることもある[1]。
- 特産品・地元企業の紹介：地域の特産品や地場産業、地元企業の商品・サービスの紹介、販売促進[18]。
- イベント出演・地域交流：地域の祭りやイベントへの出演（オンライン・オフライン）、施設での交流企画など[要出典]。
- 文化発信・教育：地域の伝統文化、方言、歴史などを紹介し、理解促進を図る[17]。
- ふるさと納税連携：自治体と連携し、ふるさと納税のPRや返礼品開発に関わる[4][19]。
- 一般的なVTuber活動：ゲーム実況、歌ってみた、雑談配信など、エンターテイメント性の高いコンテンツ配信も行うことが多い[1]。

### 特徴
ご当地VTuberは、一般的なVTuberや従来の地域キャラクターと比較して、以下のような特徴を持つ。
- 地域密着性：特定の地域に焦点を当てた活動を継続的に行う[1]。
- インタラクティブ性：ライブ配信などを通じて、視聴者とリアルタイムで双方向のコミュニケーションが可能[6]。
- デジタルプラットフォーム活用：YouTubeやSNSを主な活動基盤とし、情報拡散力を持つ[1]。
- 人格性：単なるマスコットではなく、個性やストーリー性を持った「人格」としてファンとの関係性を構築する[2]。

## 主な事例
日本全国で多数のご当地VTuberが活動しており、ほぼすべての都道府県に存在するとも言われる。以下に代表的な事例を挙げる。（活動地域、デビュー年等は確認できる範囲で記載）
- 茨ひより（茨城県、2018年） - 日本初の自治体公式VTuber[9]。
- 大蔦エル（愛知県、2018年） - 中京テレビ所属のVTuberアナウンサー。名古屋観光文化交流特命大使[20]。
- 舞鶴よかと（福岡県、2018年） - 博多弁で福岡の魅力を発信する個人運営（後に企業化）VTuber[要出典]。
- 春日部つくし（埼玉県、2018年） - 個人勢から埼玉バーチャル観光大使に就任[10]。
- 根間うい（沖縄県、2019年） - 高い地域認知度を誇る沖縄発の企業運営VTuber[17]。YouTubeチャンネル登録者数は10万人を超える（2023年時点）[21]。
- 花琴いぐさ（高知県、2021年） - 個人勢から四万十市観光大使に就任[12]。
- 鬼霧シアン（北海道、2020年） - 釧路市観光大使を経て、VTuberとして初の北海道観光大使に就任[22]。
- V-NYAREN（ブイニャーレン、長崎県、2023年） - 長崎市を拠点とするVTuberグループ。長崎創成プロジェクト事業に認定[要出典]。
- 栃宮るりは（栃木県、2023年） - 下野新聞社公認VTuber[15]。
- 木乃華サクヤ（静岡県） - 静岡新聞社・静岡放送公認VTuber。
- 久礼奈為めくる（山形県） - 山形新聞社公式VTuber。
- 沢ところ（埼玉県、2021年） - 所沢市を拠点とする個人勢VTuber。「ご当地VTuber図鑑」ウェブサイトを運営[1]。

## 地域振興への活用と連携
ご当地VTuberは、地域振興や観光プロモーションの新たな担い手として、地方自治体や企業、メディアとの連携を深めている。
- 自治体との連携：
  - 観光大使・PR大使への任命：多くのご当地VTuberが自治体から公式な「大使」等に任命され、観光PR動画への出演、イベントでの司会・案内役、特産品紹介などを担っている[20][23]。
  - 広報活動への起用：茨ひよりのように県の広報番組アナウンサーを務める例[9]や、大阪府警察や愛知県警察などが防犯・防災啓発動画にVTuberを起用する例[3]も見られる。
  - ふるさと納税連携：VTuberがプロモーションに関わったり、オリジナル返礼品を提供したりする取り組み[4][19]。
- 企業との連携：
  - 地元企業・商店街とのコラボレーション：商品PR、店舗紹介、共同でのイベント開催など[4]。
  - スポンサーシップ：活動資金の提供を受ける代わりに、企業のPRを行う[24]。
- メディアとの連携：
  - 地元テレビ・ラジオ局への出演：ニュース読み、番組進行、レギュラーコーナー担当など[20][25]。
  - 新聞・雑誌での紹介：活動の特集記事掲載など[3]。

これらの連携は、従来の広報手法ではリーチしにくかった若年層への情報発信や、SNSでの情報拡散を目的として行われることが多い。

## 評価と課題
ご当地VTuberは地域活性化の新たな手法として注目されているが、その評価は定まっておらず、課題も存在する。

### 評価
- 地域活性化への貢献：観光客誘致や特産品販売促進への貢献事例が報告されている。志摩スペイン村とVTuber周央サンゴのコラボレーション（ご当地VTuberではないが連携事例として）では、来場者数が大幅に増加し、関連グッズの売上が急増した[26]。
- 若年層への訴求力：SNSや動画配信に親しむ若年層に対して、地域の魅力を効果的に伝える手段として評価されている[4]。
- 関係人口の創出：地域外のファンを獲得し、観光や移住、ふるさと納税などを通じて地域との継続的な関わりを持つ「関係人口」の創出に繋がる可能性が指摘されている[24]。
- 地域コミュニティの活性化：地元住民にとって、自分たちの地域が新しい形で発信されることへの誇りや、共通の話題を提供することによる地域内コミュニケーションの活性化[4]。

### 課題
- 持続可能性と効果測定：活動を継続するための資金確保や運営体制の構築が課題となる。特に個人運営や小規模な運営体制の場合、活動休止に至るケースもある[1]。また、地域活性化への具体的な貢献度や費用対効果を測定し、示すことが難しい[24]。
- ターゲット層の限定：主なターゲットが若年層やインターネットユーザーに偏りがちであり、高齢者などデジタルに不慣れな層へのアプローチが課題となる[1]。
- コンテンツの質と独自性：多数のVTuberが存在する中で、独自性を保ち、質の高いコンテンツを提供し続ける必要がある。地域PRとエンターテイメント性のバランスも求められる[16]。
- 炎上リスク：戸定梨香の事例のように、表現内容が社会的な論争を招き、活動に影響が出るリスクがある[27]。

## 関連イベント
ご当地VTuberに関連するイベントも開催されている。
- ご当地VTuberサミット：2025年2月に静岡市清水区で第1回が開催され、全国のご当地VTuberが集結し交流や意見交換を行った[要出典]。翌2026年にも第2回が予定されている[要出典]。
- 地域PR動画コンテスト：静岡県内などで、ご当地VTuberが制作した地域PR動画の出来栄えを競うコンテストが開催されている[要出典]。
- 地域イベントへの出演：各地の祭りや産業祭、PRイベントなどに、ご当地VTuberがオンラインまたはオフライン（モニター出演など）で参加する例が増えている[28]。

## 関連用語・類似概念
- バーチャルYouTuber：ご当地VTuberが属する上位概念。
- ゆるキャラ（ご当地キャラクター）：地域PRという目的は共通するが、主に着ぐるみでのリアルイベント活動が中心であり、表現形態やインタラクティブ性が異なる[1]。ご当地VTuberは「デジタル版ご当地キャラクター」とも位置づけられる[1]。
- ご当地アイドル：地域を拠点に活動するアイドルグループ。リアル、すなわち現実空間での活動が中心だが、地域振興への貢献という点で類似性がある。
- 企業VTuber：企業が自社のPRやブランディング目的で運営するVTuber。ご当地VTuberの中にも企業運営のものは多いが、地域貢献を主目的としない場合もある。
- 自治体VTuber：地方自治体が主体となって運営または公認するVTuber[要出典]。ご当地VTuberの一形態。